# Membranmanometer
Das Membranmanometer (von Fachleuten auch als Plattenfedermanometer bezeichnet) ist ein Druckmessgerät. Dabei wird der Druck gemessen, indem er ein dünnes Blech verbiegt und dadurch einen Zeiger dreht.
Spezielle Membranmanometer zur Messung des Atmosphärendrucks heißen Barometer.
Membranmanometer zeichnen sich gegenüber den üblichen Rohrfedergeräten durch hohe Robustheit aus, also durch Überlastbarkeit. Auch ist die Werkstoffauswahl sehr viel größer als bei herkömmlichen Druckmessgeräten. So kann die Membran nicht nur aus Edelstahl bestehen, sondern auch aus säurefesten Werkstoffen wie beispielsweise Monel. Auch ist es möglich, die Edelstahlmembrane mit anderen Werkstoffen wie Tantal oder Teflon zu bekleben und somit die chemische Beständigkeit zu verbessern.
Plattenfedermanometer haben allerdings auch gravierende Nachteile: Aufgrund des geringen Federweges von nur ca. 1,5 mm haben sie eine vergleichsweise geringe Genauigkeit von nur 1,6 %, und auch die Linearität ihrer Federkennlinie lässt oft zu wünschen übrig.
Die realisierbaren Messbereiche liegen zwischen 16 mbar und 40 bar.